# Mališevo (Gnjilane)
Pour l’article homonyme, voir Mališevo.
Malishevë en albanais et Mališevo en serbe latin (en serbe cyrillique : Малишево) est une localité du Kosovo située dans la commune/municipalité de Gjilan/Gnjilane, district de Gjilan/Gnjilane (Kosovo) ou district de Kosovo-Pomoravlje (Serbie). Selon le recensement kosovar de 2011, elle compte 3 165 habitants.

## Démographie

### Évolution historique de la population dans la localité
| 1948  | 1953  | 1961  | 1971  | 1981  | 1991  | 2011  |
| ----- | ----- | ----- | ----- | ----- | ----- | ----- |
| 1 363 | 1 507 | 1 809 | 2 105 | 2 497 | 2 880 | 3 165 |

|  |

### Répartition de la population par nationalités (2011)
En 2011, les Albanais représentaient 99,62 % de la population.